# Ельжбета Дзіковська
Ельжбета Дзіковська (пол. Elżbieta Dzikowska; нар. 19 березня 1937, Межиріччя) — історик мистецтва, китаєзнавець, мандрівник, режисер і оператор документальних фільмів. А також автор багатьох книжок, теле та радіопрограм, публіцистичних статей і експозицій сучасного мистецтва.
Разом з чоловіком, Тоні Галіком, створила близько 300 документальних фільмів з усіх континентів для TVP і вела популярну телепрограму про подорожі Pieprz i wanilia (Перець і ваніль). З 2015 року знову веде програму Pieprz i wanilia, цього разу в ефірі каналу TVN24 Biznes i Świat.

## Біографія

### Дитинство і молодість
Народилась як Юзефа Ельжбета Ґурська. Імена були вибрані по дідусю Юзефу (але також по Юзефу Пілсудському) та по прабабусі. Вихованням Ельжбети та її молодшого брата займалась головним чином бабуся, тому що мати була зайнята керуванням чайного магазину і чарочної.
Батько — зв'язковий Армії Крайової — був заарештований гітлерівцями та ув'язнений у замку в Любліні, де його засуджено до смертної кари і страчено в 1944 році. У віці 15 років Ельжбета також провела пів'року у тій самій в'язниці за участь у нелегальній організації ZEW.

### Навчання і початок кар'єри
На початку 1945 року повернулась до гімназії в рідному Межиріччі, де отримала атестат зрілості. Омріяла собі три напрями навчання: історія мистецтва, археологія і журналістика. Виявилось, що, незважаючи на ідеальний атестат, вона не могла претендувати на навчання на багатьох відділах.
Через те що розпочала відвідувати школу у віці шести років і пройшла два класи за один рік (третій і четвертий) розпочала навчання в 16 років.
У перший раз рекрутаційна комісія відкинула її прохання про допущення до екзамену з китаєзнавства, де кожен другий рік приймали лише кілька студентів. Однак апеляційний комітет дослухався до прохань шістнадцятирічної в той час дівчини і після здачі екзамену в осінній термін стала студенткою в Інституті орієнталістики Варшавського університету.
Після третього року навчання її було позбавлено паспорту для дворічного виїзду до Китаю, однак у 1957 році, після четвертого року навчання і Польського Жовтня 1956, їй вдалось виїхати на шість тижнів. За місяць до виїзду одружилась з Анджеєм Дзіковським, в той час студентом відділу полоністики Варшавського університету, пізніше журналіста.

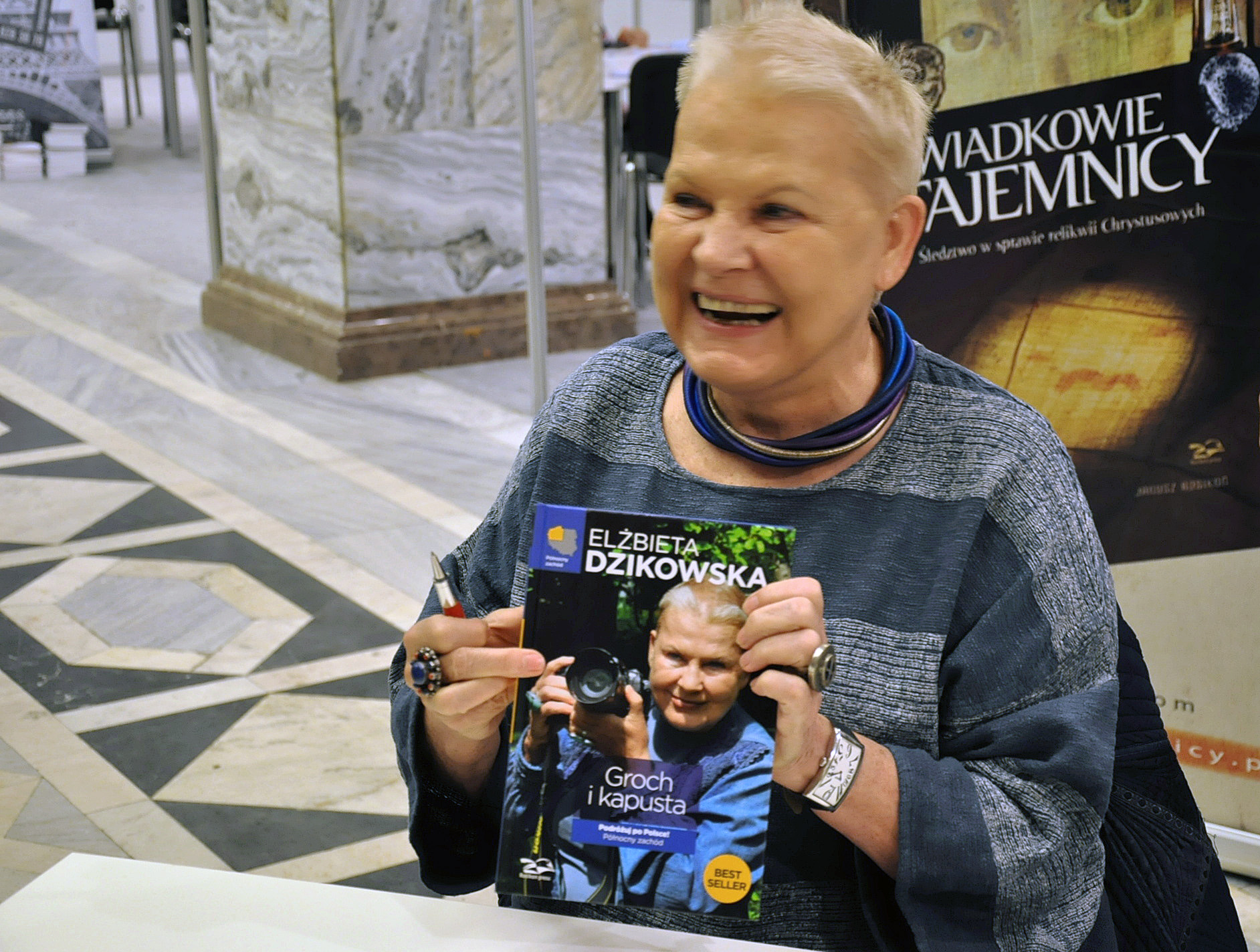
Ельжбета Дзіковська на III Таргах Книжки

Після закінчення вивчення китаєзнавства не отримала пов'язану з китайською мовою роботу. Працювала в університетській бібліотеці, займалась дітьми у варшавському Парку Культури, займалась торгівлею з Аргентиною в Ciech SA. Була також портьєром у PAX-овському клубі Марафон.
Розчарована відсутністю перспектив вирішила отримати справжню професію — історика мистецтва. Коли прийняла це рішення, у 1959 році отримала поштою пропозицію роботи у нововідкритій редакції місячника Chiny. Потрапила на розмову з головним редактором і погодилась на роботу з умовою можливості паралельного щоденного навчання.
Отримала згоду і працювала у Chiny до ліквідації цієї газети і постання в 1964 році редакції Kontynenty, де їй довірено напрям Латинської Америки, в якій працювала до 1981 року. Не зважаючи на спочатку невеликий об'єм знань у цьому напрямку, почала вивчати іспанську мову і виїжджати до тамтешніх країн (Мексика, Венесуела, Колумбія, Еквадор, Перу, Болівія, Чилі, Острів Пасхи, Бразилія, Уругвай, Куба, Гаїті, Ямайка, Панама і Аргентина). Після пари років стала спеціалісткою з Латинської Америки і навіть членом Всесвітнього Товариства Латиноамериканістів.
Робота в редакції Kontynenty наблизила Єлизавету до фотографії, з якою теоретично мала справу вивчаючи історію мистецтва. У переддень її першої подорожі до Мексики на палубі торговельного судна Транспортер у 1956 році Тадеуш Кубяк з редакції «Екран» показав Єлизаветі, як плівка закладається до фотоапарата. Тільки 10 % привезеного матеріалу були придатні до використання, але це не демотивувало її до подальшого фотографування.

### Співпраця з Тоні Галіком

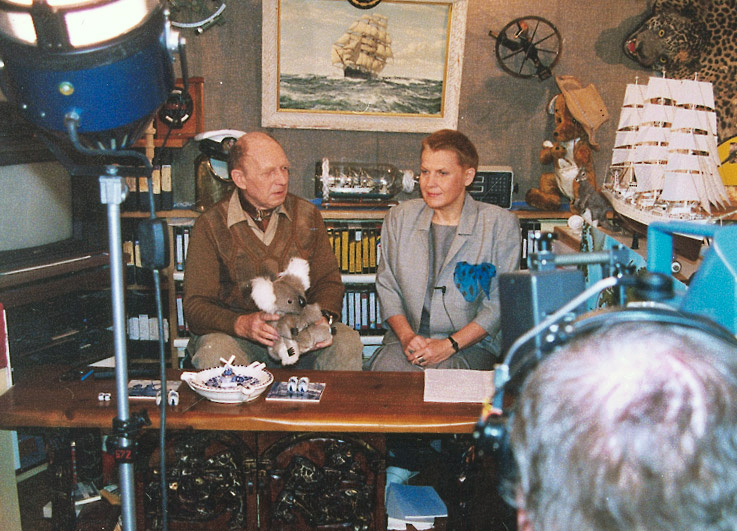
Ельжбета Дзіковська і Тоні Галік в час запису програми Pieprz i wanilia

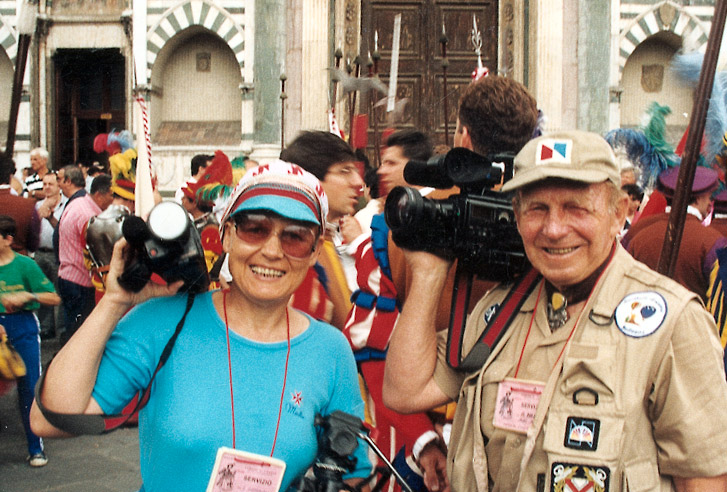
Ельжбета Дзіковська і Тоні Галік під час однієї зі своїх подорожей

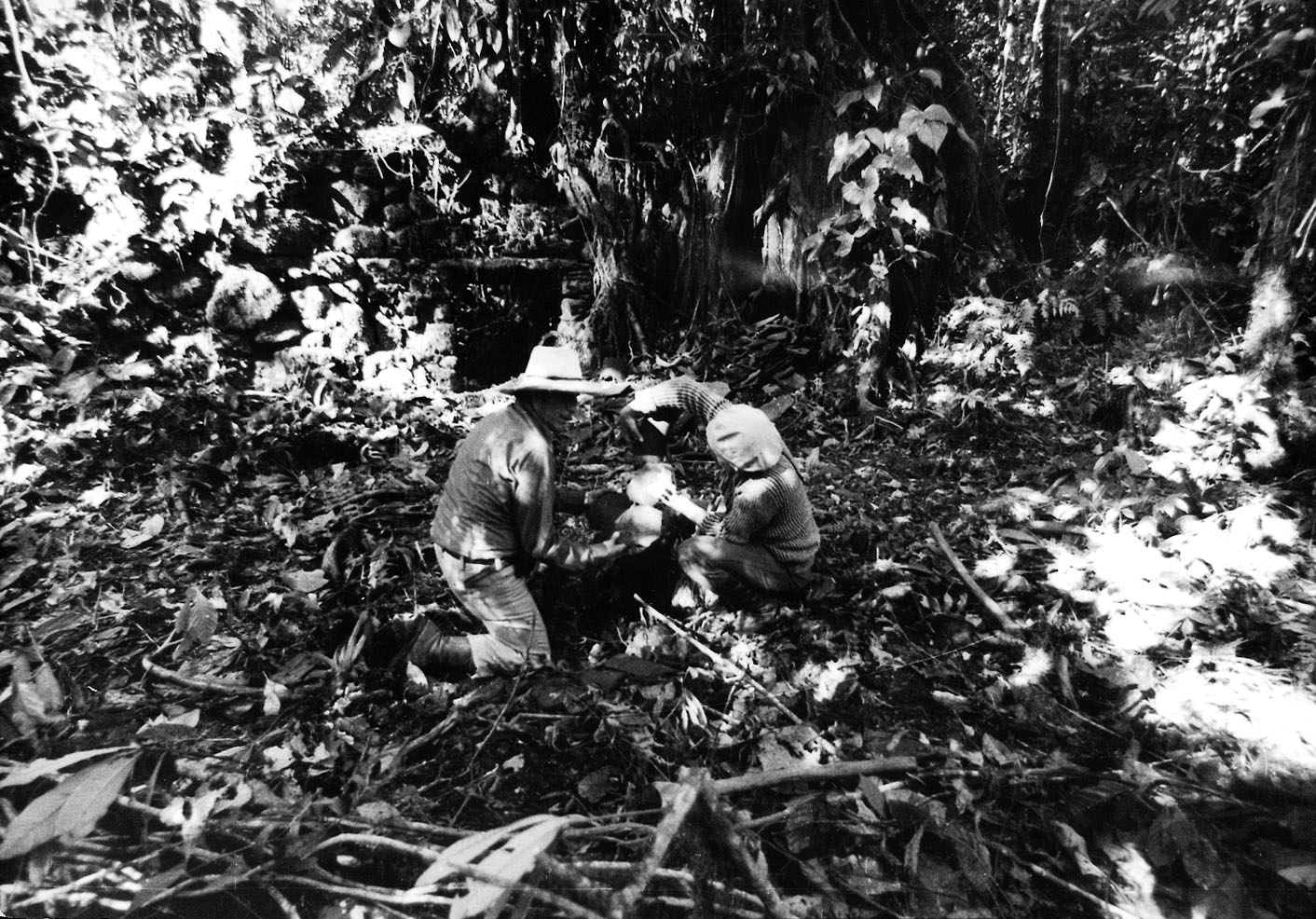
Ельжбета Дзіковська з проф. Едмундо Гвілленом у Вількабамбі

Під час роботи в Kontynenty більшість її фотографій були репортажними. Журналіст мусив тоді також виконувати роботу фоторепортера. Дзіковська закінчила відповідний курс і стала кінематографістом.
У Kontynenty працювала двадцять років, об'їздивши всю Латинську Америку з фотоапаратом. Відмовилась від роботи кінематографіста після 1974 року, коли познайомилась з Тоні Галіком, який був найкращим кінематографістом. У подружжі разом приготували близько 300 телевізійних програм і фільмів з циклу Pieprz i wanilia. Тоні однак стверджував, що не можна одночасно робити добре дві речі (фотографувати і знімати кіно). Врешті вона спочатку обмежилась документацією на фільмовому плані.
У 1976 році разом з Тоні Галіком були першими поляками, які досягли руїн загиблого міста Вількабамба, останньої столиці інків. Разом здійснили багато подорожей до майже всіх країн Латинської Америки, Європи, 27 штатах США, а ще до Китаю, Австралії, Нової Зеландії, Таїланду, Індії, Шрі-Ланки, Росії, Таїті, Гаваїв, Галапагосу, Острову Пасхи, Кенії і Танзанії, Марокко, Лівії та Єгипту.
Після перевірки журналістів за воєнного стану не залишилась у Kontynenty і у 1982—1987 роках працювала в редакції «Radar». Писала про мистецтво, знайомлячись з багатьма митцями — що було причиною написання книжки Polacy w sztuce świata (Поляки у мистецтві світу). Через те що її все більше цікавило кіно, перейшла до фільмово-телевізійної агенції Interpress-Film, де працювала аж до ранньої пенсії.

### Після смерті Тоні Галіка
Після смерті Тоні у 1998 році зайнялась головним чином популяризацією цікавих місць у Польщі, реалізуючи краєзнавчі телевізійні програми з циклу Groch i kapusta (Горох і капуста) (виробництво TVP Rzeszów і TVP3) і створюючи сикл книжок Groch i kapusta, czyli podróżuj po Polsce! (Горох і капуста, або подорожуй Польщею!). У 2006 році отримала Нагороду Бурштинового Метелика імені Аркадія Фєдлера.
У 1996 році була ініціаторкою будівництва пам'ятника інженерові Ернесту Маліновському, будівничому залізниці, яка знаходилась найвище на світі (до відкриття в Китаї тибетської залізниці у 2006 році) на пасі Тікліо в Перу (знаходиться на вистоі 4818 метрів над рівнем моря). Пам'ятник (авторства Густава Земли) представлено у 1999 році, або у соту річницю смерті Маліновського.
Завдяки її старанням, у 2003 році постав музей Мандрівників імені Тоні Галіка в Торуні. Є заступником голови польського відділу The Explorers Club, членом польської секції Міжнародного товариства критиків Мистецтва (AICA) і почесним членом Полонійного Клубу Мандрівника. З 2015 року знову веде програму Pieprz i Wanilia, цього разу в ефірі каналу TVN24 Biznes i Świat.
Стала членом почесного комітету підтримки Броніслава Коморовського перед президентськими виборами в 2010 і 2015 роках у Польщі.

## Нагороди
Державні
- Кавалерський Хрест Ордену Відродження Польщі
- Золотий Хрест Заслуги
- Орден Орла Ацтеків (Мексика)
- Орден за Видатні Заслуги — двічі (Перу)
- Золота медаль «За заслуги в культурі Gloria Artis» (2010)

## Інші нагороди і відзнаки
- «Зелене серце природі» — найвища відзнака Ліги Охорони Природи
- «Złoty Ekran» (Золотий екран) — з Тоні Халіком
- 1986 — нагорода «Wiktor» — з Тоні Халіком
- 2006 — нагорода Bursztynowego Motyla im. Arkadego Fiedlera (Бурштинового метелика імені Аркадія Фєдлера) за книжки Groch i Kapusta. Podróżuj po Polsce!
- 2007 — Ґран-прі журналу National Geographic Traveler в голосуванні «Travelery 2007»
- 2009 — Почесна медаль Міста Торунь «Thorunium»
- 2011 — місце на Перніковій алеї Зірок у Торуні

### Почесний громадянин
- 2002 — Устрики Горішні
- 2007 — Межиріччя Підляське
- 2008 — Сянок (Honorowy Obywatel Królewskiego Wolnego Miasta Sanoka)
- 2011 — Гловно
- 2012 — Ополе

## Публікації

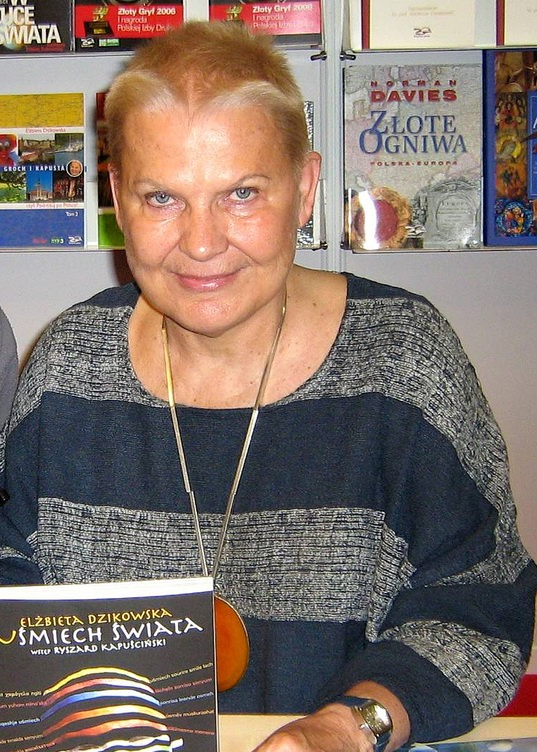
Ельжбета Дзіковська, 2007 рік

- Niełatwo być Indianinem (Нелегко бути індейцем), Wydawnictwo Książka i Wiedza, 1976, seria: «Kontynenty»
- Limańskie ABC, Wydawnictwo Iskry, 1982, ISBN 83-207-0253-4.
- Tropem złota (Тропою золота), Wydawnictwo Ministerstwa Obrony Narodowej, 1970
- Hombre, Wydawnictwo Ministerstwa Obrony Narodowej, 1973
- Vilcabamba — ostatnia stolica Inków (Вількабамба — остання столиця інків), Krajowa Agencja Wydawnicza, 1979
- Czarownicy, Wydawnictwo Iskry, 1984, ISBN 83-207-0487-1; Dom Słowa Polskiego, 1991, ISBN 83-207-0487-1.
- Polacy w sztuce świata (Поляки в світовому мистецтві), Rosikon Press, 2001, ISBN 83-911163-9-5 (książka wyróżniona przez Polskie Towarzystwo Wydawców Książek tytułem Najpiękniejszej Książki Roku 2000, Nagroda Główna w Konkursie Edycja oraz Nagroda Główna w Plebiscycie Dziennikarzy na Najpiękniejszą Książkę)
- Groch i kapusta, czyli podróżuj po Polsce (Горох і капуста, або мандруй Польщею), tom 1, Rosikon Press, 2004, ISBN 83-88848-13-5.
- Groch i kapusta, czyli podróżuj po Polsce, tom 2, Rosikon Press, 2005, ISBN 83-88848-22-4 (nagroda Bursztynowego Motyla im. Arkadego Fiedlera za najlepszą książkę podróżniczą 2005 roku)
- Groch i kapusta, czyli podróżuj po Polsce, tom 3, Rosikon Press, 2006, ISBN 83-88848-34-8.
- W Sztuce Świata. Polscy artyści, Rosikon Press, 2005, ISBN 83-88848-27-5.
- Panek-Gielniak. Życie. Przyjaźń. Sztuka. Korespondencja 1962—1972, Biblioteka Narodowa, 2005, ISBN 83-7009-588-7 (z Wiesławą Wierzchowską)
- Uśmiech świata (Усміх світу), Rosikon Press, 2006, ISBN 83-88848-44-5.
- Mongolia (z cyklu Wyprawy marzeń), Wydawnictwo Pascal, 2008, ISBN 978-83-7513-396-7.
- Norwegia (z Izabelą Staniszewski, z cyklu Wyprawy marzeń), Wydawnictwo Pascal, 2008, ISBN 978-83-7513-481-0.
- Indie (z cyklu Wyprawy marzeń), Wydawnictwo Pascal, 2009, ISBN 978-83-7513-627-2.
- Bieszczady (z cyklu Wyprawy marzeń), Wydawnictwo Pascal, 2009, ISBN 978-83-7513-744-6.
- Groch i kapusta. Podróżuj po Polsce! Południowy zachód, Rosikon Press, 2009, ISBN 978-83-88848-69-8.
- Groch i kapusta. Podróżuj po Polsce! Północny zachód, Rosikon Press, 2009, ISBN 978-83-88848-70-4.
- Groch i kapusta. Podróżuj po Polsce! Północny wschód, Rosikon Press, 2009, ISBN 978-83-88848-72-8.
- Groch i kapusta. Podróżuj po Polsce! Południowy wschód, Rosikon Press, 2009, ISBN 978-83-88848-71-1.
- Groch i kapusta. Podróżuj po Polsce przez cały rok, Rosikon Press, 2010, ISBN 978-83-88848-735
- Artyści mówią. Wywiady z mistrzami malarstwa, (Митці говорять. Інтерв'ю з майстрами малярства) Rosikon Press, 2011 ISBN 978-83-88848-95-7
- Artyści mówią Wywiady z mistrzami grafiki, Rosikon Press, 2012 ISBN 978-83-88848-96-4
- Moje Bieszczady, Wydawnictwo Pascal, 2012 ISBN 978-83-7642-053-0
- Tam, gdzie byłam (Тем, де я була), Wydawnictwo Bernardinium, 2013 ISBN 978-83-7823-172-1
- Biżuteria świata, Wydawnictwo Bernardinium, 2013 ISBN 978-83-7823-351-0
- Polska znana i mniej znana (Відома і менш відома Польща), Wydawnictwo Bernardinium, 2014 ISBN 978-83-7823-392-3

## Виставки мистецтва

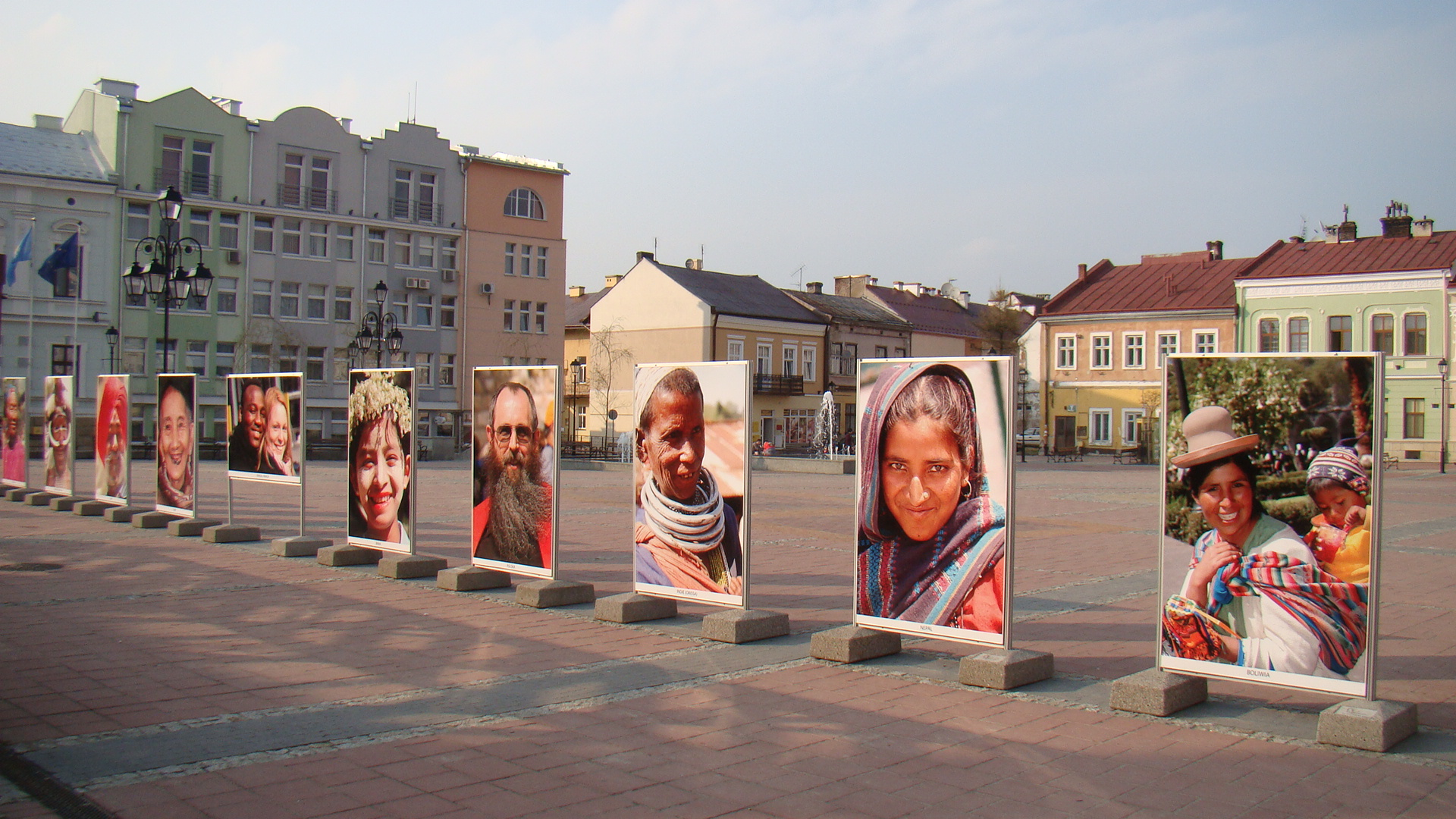
«Uśmiech świata» — виставка на повітрі Єлизавети Джіковської на самоцькому ринку, квітень 2009

- 1977 — Peru (Перу), MPiK, Nowy Świat, Warszawa
- 1978 — Meksyk (Мексика) — ziemia i ludzie", MPiK, Ściana Wschodnia, Warszawa
- 1978 — Ameryka Łacińska z bliska (Латинська Америка з близька) (wspólnie z Ryszardem Kapuścińskim), MPiK, Ściana Wschodnia, Warszawa
- 1991 — Jesteśmy (Ми є) (jako kuratorka wystawy, z Wiesławą Wierzchowską) — wystawa prezentująca prace 167 polskich artystów tworzących poza granicami kraju, Galeria Zachęta w Warszawie
- 1994 — Ars erotica (kuratorka wystawy, z Wiesławą Wierzchowską), Muzeum Narodowe w Warszawie
- 1996 — Z bliska (З близька), Galeria Krytyków Pokaz
- 1999 — Sąd Ostateczny (Остаточний суд) (kuratorka wystawy, z Wiesławą Wierzchowską), pięć różnych galerii warszawskich
- 2001—2002 — Angkor — miasto zagubione (Ангкор — загублене місто) (z Ireneuszem Sadkowskim), Muzeum Śląskie w Katowicach i w warszawska Galeria Studio
- 2002—2005 — Megality (z Hanną Zawa-Cywińską), wystawa w wielu miejscach: Warszawa, Chełm, Zamość, Sanok, Płock, Katowice, Stawiska, Toruń, Concarneau (Bretania), Nowy Jork
- 2004 — Mali (Малі) (z Ireneuszem Sadkowskim) Muzeum Śląskie w Katowicach, Muzeum Podróżników im. Tony Halika, Toruń
- 2005 — Świat na korze (Світ на корі), Galeria Zapiecek, Warszawa
- 2005 — Świat na wodzie (Світ на воді), Galeria Złota 1, Warszawa
- 2006 — Odniesienia, Galeria Wizytująca, Warszawa, Muzeum Śląskie, Katowice, Muzeum Górnictwa Węglowego w Zabrzu, Biuro Wystaw Artystycznych w Sanoku
- 2006 — Na ziemi i wodzie (На землі і воді), Galeria Studio, Warszawa
- 2007 — Uśmiech świata (Усміх світу), Galeria Ratusz, Gliwice
- 2007 — Megality, Galeria ES, Międzyrzec Podlaski
- 2007 — Na ziemi i wodzie, Muzeum Podlaskie w Białymstoku
- 2007 — Terra incognita, Galeria Krytyków POKAZ w Warszawie
- 2007 — Świat na drewnie (Світ на дереві), Galeria Sztuki Współczesnej w Przemyślu
- 2007 — Świat z bliska, Muzeum Okręgowe w Toruniu
- 2008 — Świat na wodzie, Galeria Sztuki Współczesnej w Przemyślu, oraz Galeria Fotografii w Świdnicy
- 2009 — Ziemia z bliska, Galeria Bielska BWA
- 2009 — Świat na piasku (Світ на піску), Galeria Sztuki Współczesnej w Przemyślu
- 2009 — Świat z bliska, Galeria Sztuki Współczesnej BWA w Opolu (plenerowa)
- 2010 — Z Gabonu (З Габону), Galeria Art New Media w Warszawie
- 2010 — Z Dźwirzyna, Galeria Krytyków POKAZ w Warszawie
- 2010 — Ziemia z bliska, Muzeum Ziemi Krajeńskiej w Nakle
- 2010 — Najważniejsze zobaczyć (Побачити найважливіше), Ośrodek Kultury Leśnej w Głuchowie
- 2010 — Świat na wodzie, Muzeum Pracownia Arkadego Fiedlera w Puszczykowie
- 2011 — Norweskie inspiracje (Норвезькі натхнення)(z Izabelą Staniszewski)
- 2012 — Galerie Art'et Miss, Париж

І ряд виставок з циклу Uśmiech świata (Усміх світу).